# Шюльп (Дитмаршен)
Шюльп (нем. Schülp) — община в Германии, в земле Шлезвиг-Гольштейн.
Входит в состав района Дитмаршен. Подчиняется управлению КЛьГ Вессельбурен. Население составляет 467 человек (на 31 декабря 2010 года). Занимает площадь 9,27 км².
Коммуна подразделяется на 5 сельских округов.

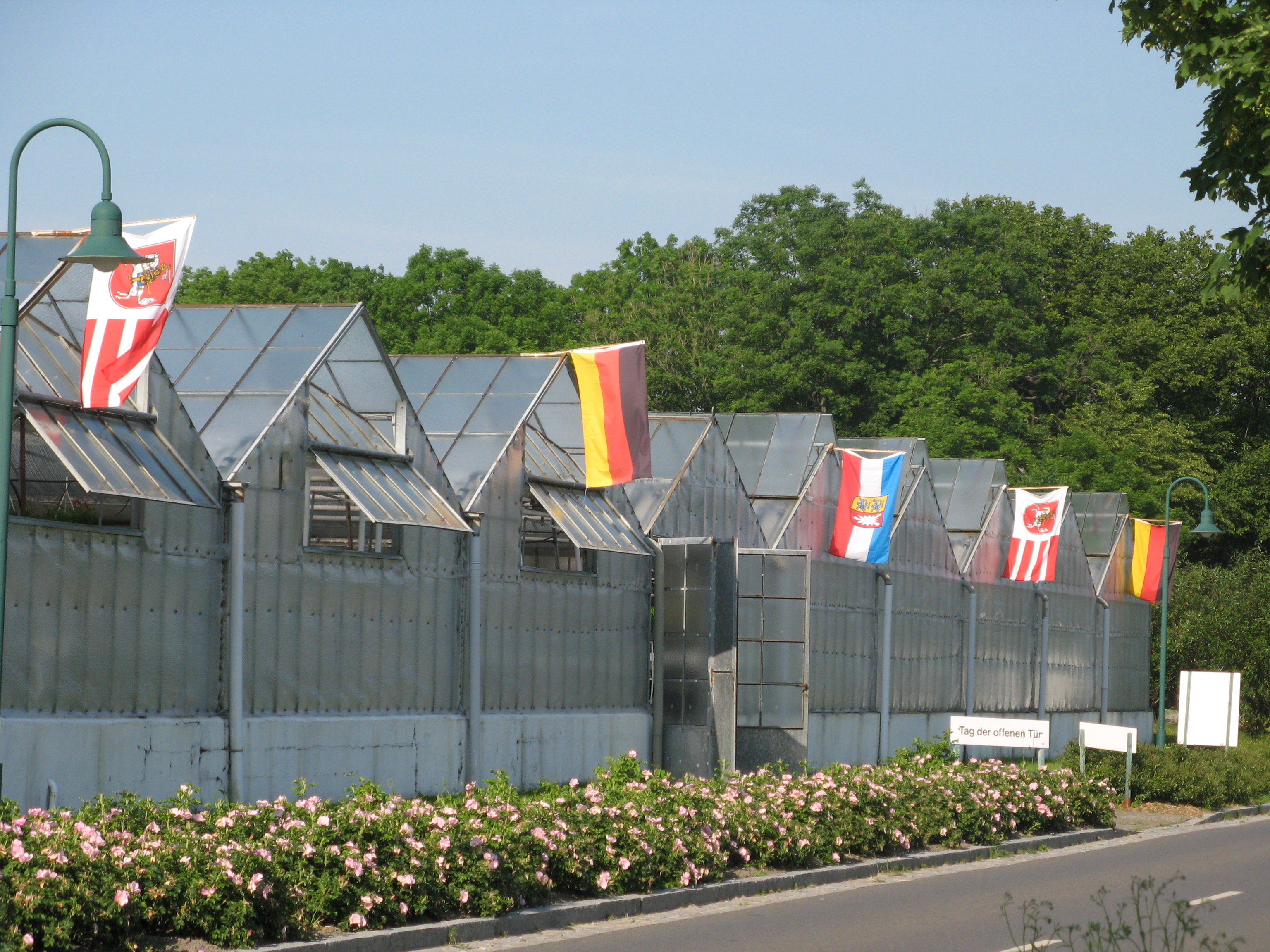
Шюльп (Дитмаршен)